# Pierre Couverte (Bercenay-le-Hayer)
Pour les articles homonymes, voir Pierre couverte.
La Pierre Couverte est un dolmen situé à Bercenay-le-Hayer dans le département français de l'Aube.

## Protection
L'édifice est classé au titre des monuments historiques en 1959.

## Description
Le dolmen a été édifié perpendiculairement à l'Orvin, dont il est distant de 185 m. La chambre du dolmen est délimitée par deux orthostates, dont l'un s'est effondré, et une dalle de chevet. Elle ouvre au sud. L'ensemble est recouvert par une unique table de couverture.
| Dalle                                                                              | Longueur | Épaisseur | Largeur |
| ---------------------------------------------------------------------------------- | -------- | --------- | ------- |
| Table                                                                              | 2,70 m   | 0,70 m    | 2,25 m  |
| Orthostate no 1                                                                    | 2,08 m   | 0,45 m    | 1,25 m  |
| Orthostate no 2                                                                    | 2,60 m   | 0,50 m    | 0,66 m  |
| Chevet                                                                             | 1,25 m   | 0,30 m    | 1,10 m  |
| Données : A la découverte des mégalithes de l'Aube - dolmens-menhirs et polissoirs |          |           |         |